# Last Train to Trancentral
A "Last Train To Trancentral" egy dal, melyet a The KLF készített, és több változatban is megjelent. Legismertebb verziója a "Live from the Lost Continent", amely a brit slágerlistán második helyet ért el, és nemzetközi listákon is számos TOP10-es helyezést. A dal kiemelt fontosságú a KLF-életműben, és jellegzetes ismérve a kiállásnál hallható, felfelé emelkedő szintetizátor-szólama.

## Története
1989-ben a "The White Room" című, végül soha el nem készült KLF-filmhez kapcsolódó filmzenei albumon kapott volna helyet egy szám, a "Go To Sleep". Ezen kívül volt egy félkész dal, "E-Train to Trancentral" címmel, amely szintén nem jelent meg. A két dal alapjain aztán elkezdtek egy új számot csinálni. A "Go To Sleep" számos dallamrészletével hozzájárult az új dalhoz. Még mielőtt a "Last Train To Trancentral" elkészült volna, előtte egy hónappal jelent meg a "Chill Out" című lemez, melyen szerepelt a "Wichita Lineman was a Song I Once Heard" és a "Trancentral Lost In My Mind" című tétel, amelyekben a készülő új szám számos eleme szerepelt.
A "Go To Sleep" végül a 2021-es "The White Room (Director's Cut)" című kiadványra került fel.

### Pure Trance változat
1990 márciusában jelent meg az első verziója a dalnak, a Pure Trance sorozat keretein belül. A borítója fekete alapon lilás betűkkel bírt, rajta az 5-ös számmal. Ez azért volt így, mert ez lett volna a Pure Trance ötödik kiadványa, de ténylegesen csak a harmadik volt, miután a 3-as számot viselő "Love Trance" és a 4-es számot viselő "Turn Up The Strobe" végül soha nem készültek el (az interneten ugyan megtalálható egy Love Trance című dal, de ennek az eredetisége megkérdőjelezhető. Az igaz, hogy 2000 db lemezborító már elkészült, amikor lefújták a kiadást, rajta a 3-as számmal, és állítólag kb. 10 példány CD-n is elkészült).
A Pure Trance változat egy minimalista ambient house szerzemény, ami a "Go To Sleep" lecsupaszításával készült: minden női vokált kivágtak belőle, szövegként Bill Drummond egyetlen félmondata ("And from somewhere, I hear") maradt meg. Gyakorlatilag az egész szerzemény szintetizátor-szóló, igen csekély ütemmel, a végén a védjeggyé vált felfelé emelkedő szólammal, illetve időnként belebégető bárányokkal és vonathang-effektekkel. Megjelenésekor is nehezen behatárolható stílusú volt, az ambient-lemez "Chill Out"-on helyet kapó "Wichita Lineman was a Song I Once Heard" alapján ezt is ambient-ként értékelik.

### LP változat
1991 márciusában a reggae-zenész Black Steel és a rapper Ricardo Da Force segítségével átdolgozták a dalt: szöveget kapott és ütemesebb lett (az ütem egy vonat zakatolását mímeli). Felkerült a "The White Room" EP-re is, ahol hidat képezett az album gyorsabb első fele és a lassabb vége között.

### Live from the Lost Continent
1991 áprilisában az LP változat került ismét átdolgozásra, ezúttal "stadium house" stílusban, a trilógia harmadik részeként. A The KLF ekkor volt sikerei csúcsán, ez a változat második lett a brit listán, és nemzetközileg is szép sikereket ért el. Megtartva az elődök főbb elemeit, néhány betéttel egészítették ki. Ricardo Da Force rapjének nagy részét kivágták, kivéve a kiállásnál hallható részt, illetve pár sample bekerült, az összekötés jegyében a "What Time Is Love?" és a "3 A.M. Eternal" hasonló kiadásaiból.
A dal a klasszikussá vált "Okay, everybody, lie down on the floor and keep calm" idézettel kezdődik, amit Scott Piering, a KLF narrátora mondott fel.

## Tracklista

### Pure Trance változat
1. "Last Train to Trancentral (Pure Trance Remix)" (6:43)
2. "Last Train to Trancentral (Pure Trance Original)" (5:50)

### Live from the Lost Continent
1. "Last Train to Trancentral (Live from the Lost Continent)" (radio edit) (3:37)
2. "Last Train to Trancentral (The Iron Horse)" (4:12)
3. "Last Train to Trancentral (Pure Trance Remix)" (6:43)

## Trancentral
Trancentral a saját leírásuk szerint nem más, mint a KLF spirituális otthona. Az LP verzió tanúsága szerint az utazás Trancentralba egy spirituális ébredés, melyet Ricardo Da Force a szövegével ír le. Később a KLF elárulta, hogy a hely megegyezik Mu Mu Landdel, Mu rég elveszett kontinensével, és hogy az utazásuk oda sikertelen volt.
A valóságban Trancentral nem volt más, mint Jimmy Cauty lakása, ami egyben a KLF stúdiója is volt, ahol 12 évig élt, és 1991 őszén költözött ki. A Trancentral logó pedig két, egymásra T-alakban elhelyezett hangfal.

## Feldolgozások
- Az "Okay, everybody, lie down on the floor and keep calm" szöveget Rocco újra felhasználta 2001-es "Everybody" című számában.
- A Scooter 1999-es "Back To The Heavyweight Jam" című albumát a dal egyik sora alapján nevezte el. Egyes motívumai a "Nessaja" című dalban is helyet kaptak.
- 1999-ben feldolgozta a számot a Blue Man Group is.
- 2006-ban Slusnik Luna vs. Lowland is elkészítették a feldolgozásukat.

## Közreműködtek
- Ricardo Da Force – rap, narráció
- Black Steel – vokálok
- Wanda Dee – vokálok
- Maxine Harvey – vokálok
- Nick Coler – billentyűsök
- Tony Thorpe – "groove konzultáns"